# Daniel H. Wilson
Pour les articles homonymes, voir Daniel Wilson et Wilson.
Œuvres principales
- Robopocalypse

Daniel H. Wilson, né le 6 mars 1978 à Tulsa dans l'Oklahoma, est un écrivain américain de science-fiction. Spécialiste de la robotique et de l’intelligence artificielle à l'Université Carnegie-Mellon de Pittsburgh, ancien ingénieur chez Microsoft et Intel, auteur d'essais humoristiques sur la culture populaire scientifique, il a collaboré au New York Times et au magazine Wired. Il vit aujourd'hui à Portland.

## Œuvres

### SérieRobopocalypse
1. Robopocalypse, Fleuve noir, 2012 ((en) Robopocalypse, Doubleday, 2011), trad. Patrick Imbert  (ISBN 978-2-265-09368-3)Réédition Pocket, coll. « Science-fiction » no 7145, 2017 (ISBN 978-2-266-24246-2)
2. Robogenesis, Fleuve, 2017 ((en) Robogenesis, Doubleday, 2014), trad. Patrick Imbert  (ISBN 978-2-265-11614-6)Réédition Pocket, coll. « Science-fiction » no 7255, 2018 (ISBN 978-2-266-28584-1)

### SérieLa Variété Andromède
La Variété Andromède, le premier tome de cette série, a été écrit par Michael Crichton.
1. La Menace Andromède, L'Archipel, 2020 ((en) The Andromeda Evolution, 2019), trad. Philippe Rege  (ISBN 978-2-8098-2859-7)Réédition Archipoche, 2021 (ISBN 978-2-37735-986-8)

### Romans indépendants
- (en) A Boy and His Bot, 2011
- (en) Code Lightfall and the Robot King, 2011
- (en) Amped, 2012
- Le Cœur perdu des automates, Fleuve, 2018 ((en) The Clockwork Dynasty, 2017), trad. Patrick Imbert  (ISBN 978-2-265-11724-2)Réédition Pocket, coll. « Science-fiction » no 7276, 2019 (ISBN 978-2-266-29269-6)

### Recueils de nouvelles
- (en) Guardian Angels and Other Monsters, 2018

### Essais
- Survivre à une invasion robot, Orbit, no 40, 2012 ((en) How to Survive a Robot Uprising, Bloomsbury, 2005), trad. Patrick Imbert  (ISBN 978-2-36051-045-0)Réédition Le Livre de poche, coll. « Fantastique », no 33025, 2013 (ISBN 978-2-253-16963-5)
- Où est passée ma combinaison spatiale ?, Dunod, coll. Hors collection,, 2008 ((en) Where's my jetpack?, Bloomsbury, 2007), trad. Julien Ramonet  (ISBN 978-2-100-51656-8)
- (en) How To Build a Robot Army, 2008
- Le Panthéon des savants fous, Calmann-Lévy, coll. Interstices, no 27, 2010 ((en) The Mad Scientist Hall of Fame: Muwahahaha!, Citadel, 2008), trad. Patrick Imbert  (ISBN 978-2-7021-4082-6)Écrit avec Anna C. Long.
- (en) Bro-Jitsu: The Martial Art of Sibling Smackdown, 2010